# Ossingsing
Ossingsing /od delaware assinesink, =at the little stone/, jedno od sela Sint Sink indijanaca, plemena iz plemenskog saveza Wappinger, koje se nalazilo na mjestu današnjeg grada Ossining u saveznoj američkoj državi New York, Westchester.
Naziv Ossingsing pretvorio se u Sing-Sing, što je bio jedean od najpoznatijih zatvora na području SAD-a.